# Dorfkirche Gräben

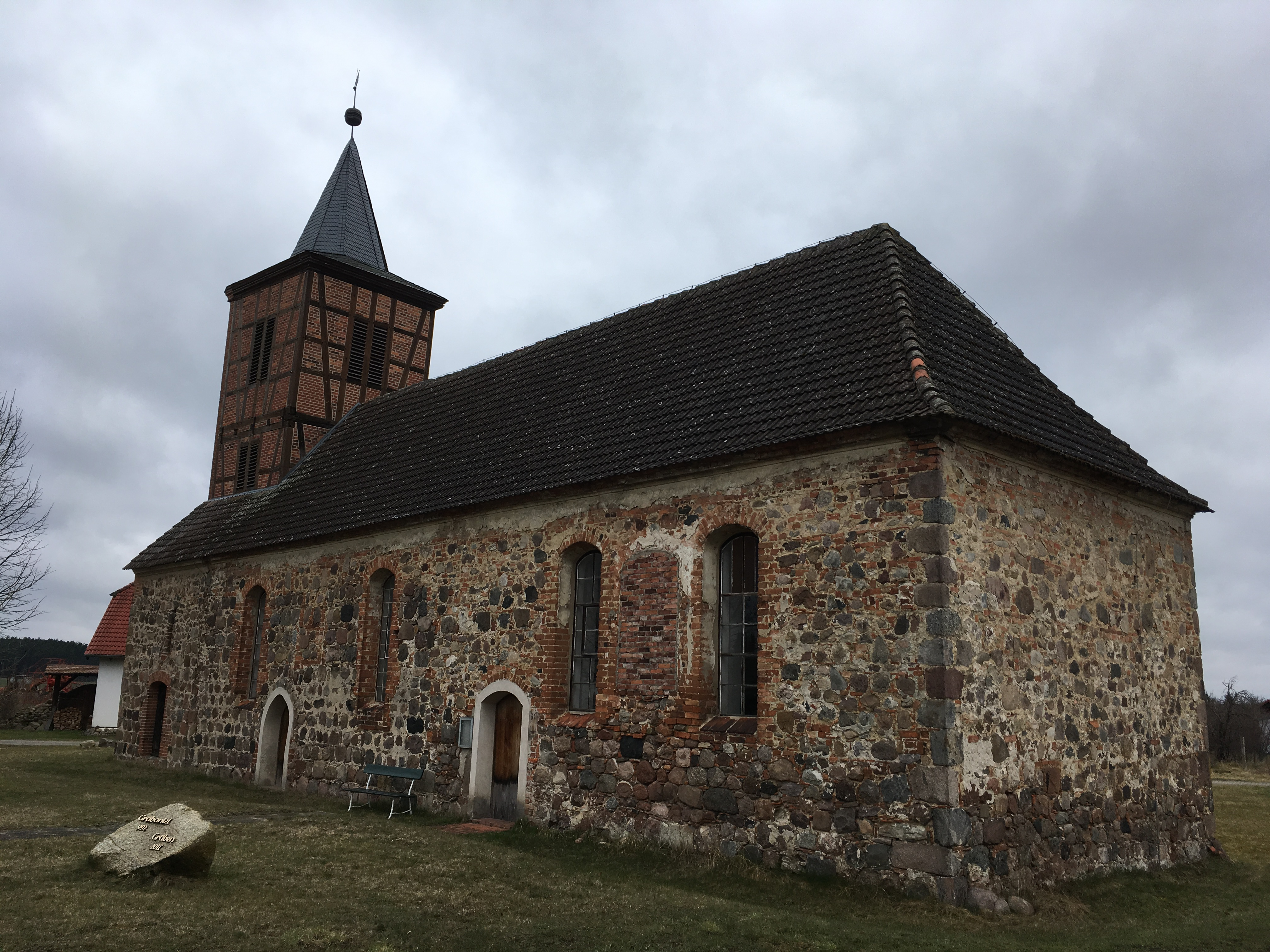
Dorfkirche Gräben

Die evangelische Dorfkirche Gräben ist eine Feldsteinkirche in Gräben, einer Gemeinde im Landkreis Potsdam-Mittelmark im Land Brandenburg. Die Kirchengemeinde gehört zum Kirchenkreis Elbe-Fläming der Evangelischen Kirche in Mitteldeutschland.

## Lage
Die Hauptstraße führt von Norden kommend in südlicher Richtung durch den Ort. Im Zentrum umspannt die westlich gelegene Winkelgasse dabei den historischen Dorfanger. Dort steht die Kirche auf einer Fläche, die nicht eingefriedet ist.

## Geschichte
Der Sakralbau wurde nach Angaben des Brandenburgischen Landesamtes für Denkmalpflege und Archäologischen Landesmuseums im 14. Jahrhundert errichtet. Das Dehio-Handbuch äußert sich vorsichtiger und spricht davon, dass der Bau „im Kern vermutlich“ im 14. Jahrhundert errichtet worden sei. Es begründet seine Angabe durch zwei spitzbogenförmige Portale aus Feldstein. Engeser und Stehr gehen bei ihren Untersuchungen auf Grund der gequaderten Steine von einem Bau aus der zweiten Hälfte des 13. Jahrhunderts aus. Dieser dürfte rund 11 Meter lang und etwa 8,10 Meter breit gewesen sein. Sie vermuten auch, dass im 14. Jahrhundert bereits ein erster Westturm aus gespaltenen Feldsteinen errichtet wurde. 1716 erweiterte die Kirchengemeinde den Saalbau nach Osten hin und vergrößerte die Fenster „barock“. Dabei wurde an der südlichen Schiffswand ein neues Portal eingebaut und der ursprüngliche Chor abgerissen. Der Baukörper erreichte damit eine Länge zwischen 26,05 und 26,30 Metern. 1846 wurde das Bauwerk bei einem Brand schwer beschädigt. Handwerker ersetzten daraufhin den Turmaufsatz und erneuerten die Kirchenausstattung. 1998 sanierte die Kirchengemeinde erneut den Turm, im Jahr 2001 die Türen der Südportale.

## Baubeschreibung

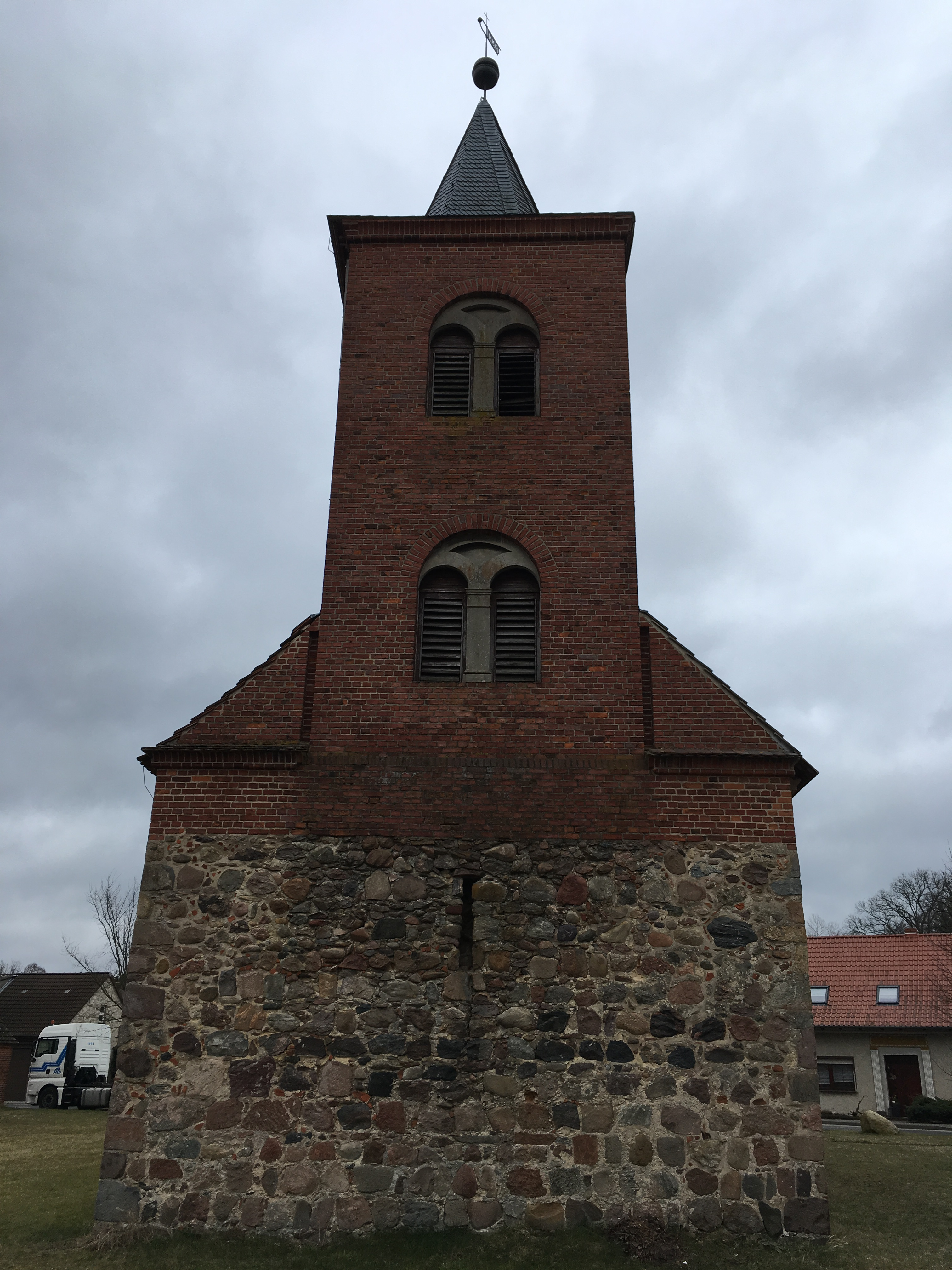
Ansicht von Westen

Die Kirche wurde im Wesentlichen aus Feldsteinen, vereinzelt auch aus Mauersteinen errichtet. Im älteren Bauabschnitt sind diese im unteren Bereich behauen und zum Teil lagig geschichtet. Im jüngeren, östlichen Anbau finden sich nur im unteren Bereich einige Lagen, darüber verlaufen die Linien. Die Maurer nutzten in diesem Bereich häufig auch Ziegelbruch, darunter sogar Dachziegel. Denkbar ist, dass es sich hierbei auch um Material des zurückgebauten Chors handelte. Bei Ausbesserungsarbeiten und Reparaturen, z. B. an den Fenstern, kam meist rötlicher Mauerstein zur Anwendung. Der Chor ist dabei gerade und nicht eingezogen; die östliche Chorwand geschlossen. Die Ecksteine sind teilweise behauen, im oberen Bereich sind Putzreste vorhanden.
Das Kirchenschiff hat einen rechteckigen Grundriss. An der Nordseite sind im östlichen Bereich zwei große, korbbogenförmige Fenster, deren Laibung aus rötlichem Mauerstein errichtet wurde. Westlich ist eine zugesetzte Öffnung erkennbar. Im westlichen Bereich sind zwei weitere Fenster, dazwischen ebenfalls eine zugesetzte Öffnung sowie ein zugesetztes, spitzbogenförmiges Portal. Die südliche Schiffswand ist ähnlich aufgebaut. Hier sind ebenfalls je zwei paarweise angeordnete Fenster verbaut, dazwischen je eine zugesetzte Öffnung. Vermutlich besaß die Kirche ursprünglich drei Fenster pro Schiffsseite. Zwischen den beiden westlich gelegenen Fenstern sowie mittig ist jeweils eine Pforte mit einer verputzten Laibung. Das Schiff trägt ein Walmdach, das mit Biberschwanz gedeckt und nach Osten hin abgewalmt ist.
Der Turm nimmt die volle Breite des Kirchenschiffs auf. An der Nord-, West- und Südseite ist im Erdgeschoss je eine hochgesetzte, hochrechteckige Öffnung. An der Südseite ist zusätzlich eine Pforte; darüber ein Ziegel mit der Jahreszahl 1716. An der Westwand sind in Höhe der Mauerkrone großflächige Ausbesserungsarbeiten aus Mauerstein erkennbar. Darüber erstreckt sich das Turmgeschoss. Es besteht an der Westseite aus Mauerstein; dort sind zwei übereinander angeordnete Rundbogenöffnungen, in die je zwei gekuppelte Klangarkaden eingebaut wurden. Die Nord-, Ost- und Südwand bestehen aus Fachwerk mit je zwei rechteckigen Klangarkaden an der Nord- und Südseite sowie einer Klangarkade an der Ostseite. Oberhalb ist ein Spitzhelm mit Turmkugel und Wetterfahne und Kreuz.

## Ausstattung
Neben einem Kanzelaltar mit einem polygonalen Korb steht im Innern eine Hufeisenempore mit einer Orgel aus der Mitte des 19. Jahrhunderts. Das Bauwerk ist im Innern flach gedeckt.